# キバナコスモス

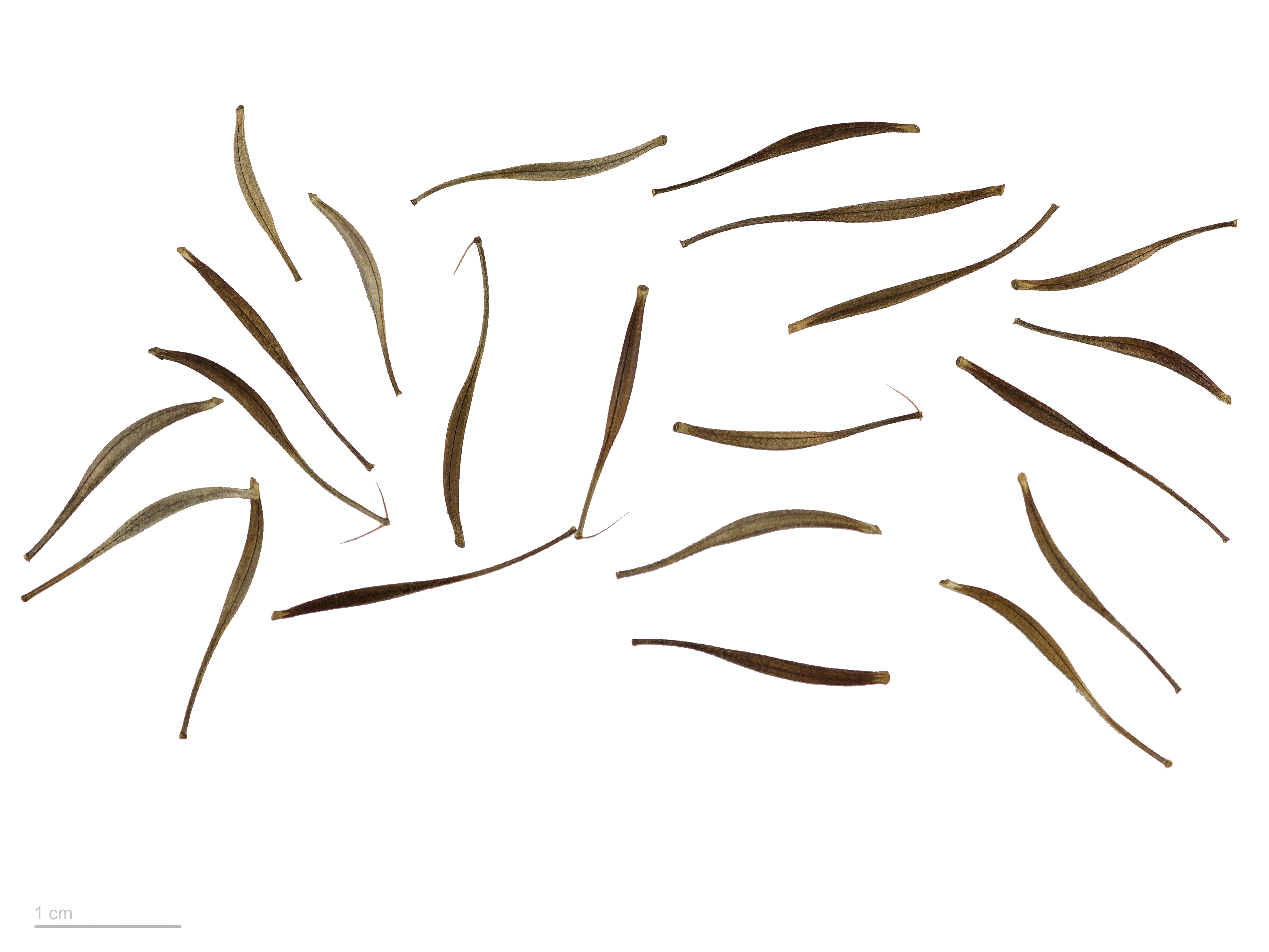
キバナコスモスの種

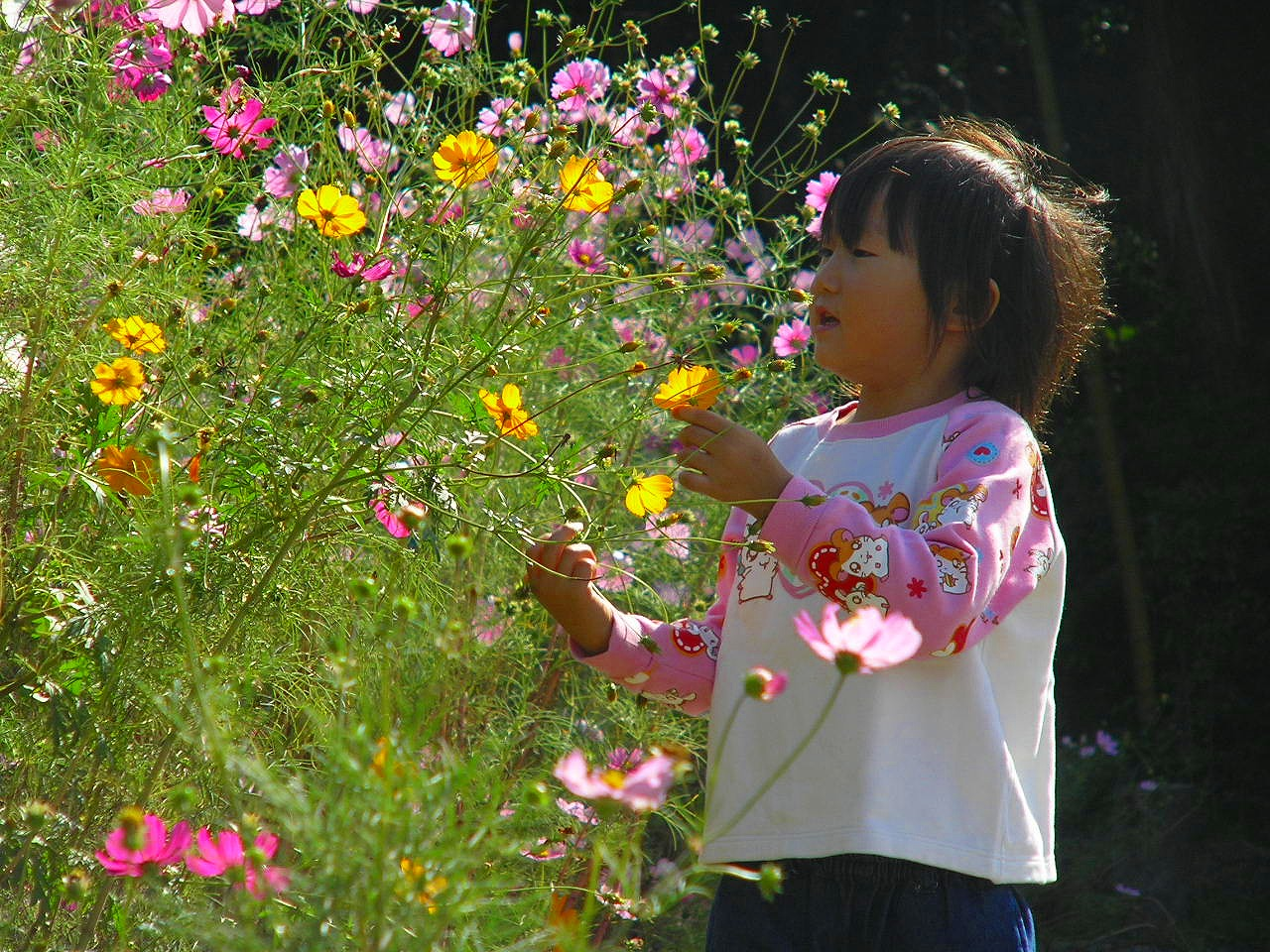
キバナコスモスの花を摘む少女（キバナコスモスとコスモスが混植された畑）

キバナコスモス（黄花コスモス、学名：Cosmos sulphureus）は、キク科コスモス属の多年草または一年草。コスモスの名を冠するが、オオハルシャギクとは同属別種にあたり互いを交配することはできない。
現在では日本で広く園芸品種のひとつとして栽培されているが、一部は逸出して野生化している。

## 特徴
原産地はメキシコで、標高1600m以下の地域に自生する。18世紀末にスペイン・マドリードの植物園に送られ、ヨーロッパに渡来した。日本には大正時代の初めに輸入された記録が残っている。

高さは約30-100cm。概ね60cm程度に成長するが、鉢植えやプランター向けの20cm程度に留まる矮性種も出回っている。オオハルシャギクと比べて葉が幅広く、切れ込みが深い。また夏場の暑さに強いため、オオハルシャギクよりも早い時期に花を咲かせる傾向にある。またオオハルシャギクよりも繁殖力が旺盛であるため、こぼれ種で栽培していると数年後にはオオハルシャギクを席巻してしまう。実生で栽培する場合は、5月頃に種を撒くと良い。種子の発芽率は優秀だが、稀に双葉が黄色くなる個体があり、そうした個体は成長せずそのまま枯れてしまうことが多い。

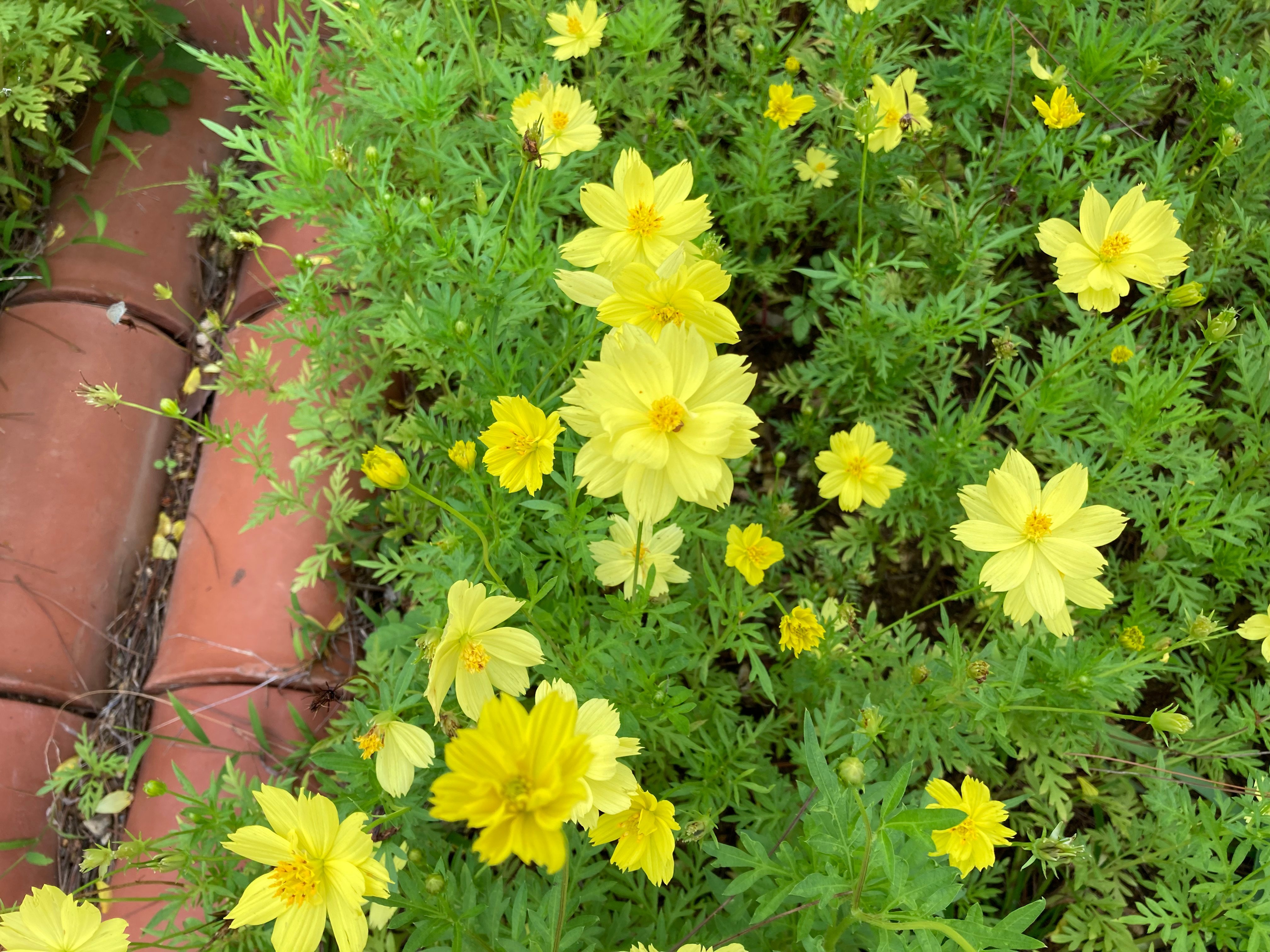
キバナコスモス「レモンブライト」の花（2024年5月 沖縄県石垣市）

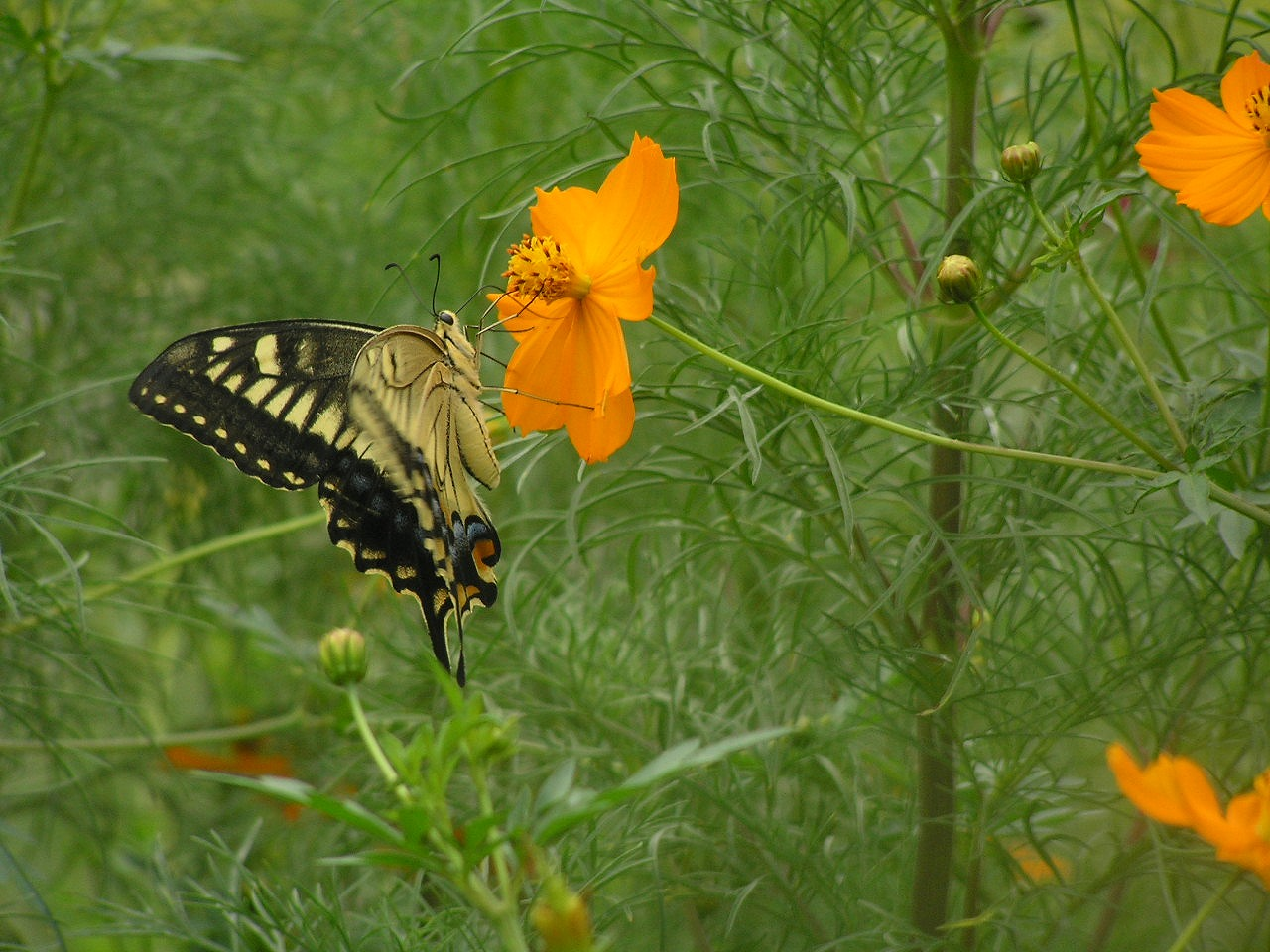
キバナコスモスとチョウ（キアゲハ）

花期は比較的長く、地域による差もあるが早ければ6月から11月にかけて直径3-5cm程度の黄色、またはオレンジの花を咲かせる（花期の終了は、それぞれの土地に霜が降りる時期となる）。改良種として濃い赤色の品種も作られている。花は一重咲きと八重咲きがあるが、園芸品種として市場に出回っているもののほとんどは八重咲き。
病害虫による大きな被害を受けることは少なく、初夏から夏にかけて新芽の付近にアブラムシがつく程度である。痩せた土壌でも適度の水を与えていれば問題なく成長するため、頑強で育てやすい植物といえる。ただし日陰での栽培には向かず、充分な日照がない環境では葉などの形が崩れる場合があるため注意が必要。
成長に伴ってよく分岐する特性があり、咲き終えた花がらの摘み取りや、夏場に一旦切り戻しを行うなどの手入れを施すと長い期間花を楽しむことができる。

## ストロベリーチョコレート
前述の通りオオハルシャギクとは交配出来ないが、チョコレートコスモスとは交配可能。このキバナコスモスとチョコレートコスモスの交配種は「ストロベリーチョコレート」と呼ばれる。